# Sandefjord Fotball
Sandefjord Fotball este o echipă de fotbal din Sandefjord, Norvegia, refondat pe data de 10 septembrie 1998. (clubul a fost fondat prima dată în anii '20).